# 네일샵 파리스
《네일샵 파리스》는 2013년 5월 3일부터 2013년 6월 28일까지 방영된 MBC QueeN의 드라마이다.

## 소개
꽃미남으로 이루어진 네일샵에서 일어나는 일들을 담은 드라마이다.
케이블 채널 MBC QueeN, MBC Drama, MBC Music, MBC every1에서 방송되었다.

## 등장 인물
- 박규리 : 홍여주 역
- 전지후 : 알렉스 역
- 송재림 : 케이 역
- 박상현 : 진 역
- 변우민 : 우민 역
- 김채연 : 금미려 역
- 한소영 : 김지수 역
- 이승엽 : 현우 역
- 김결 : 형식 역
- 김민혁
- 이대로
- 이정혁
- 임지후
- 이원장
- 강덕중
- 정다혜 : 희영 역
- 길은혜 : 미혜 역
- 정소영 : 태희 역